# Монтаквила
Монтаквила (итал. Montaquila) — коммуна в Италии, располагается в регионе Молизе, в провинции Изерния.
Население составляет 2471 человек (2008 г.), плотность населения составляет 99 чел./км². Занимает площадь 25 км². Почтовый индекс — 86070. Телефонный код — 0865.

## Демография
Динамика населения:

## Администрация коммуны
- Официальный сайт: http://www.comune.montaquila.is.it/